# Francisco Martínez Zas
Francisco Martínez Zas (la Corunya, 9 de juliol de 1961), conegut com a Paco Zas, és un ex-futbolista i actual empresari gallec, president del Real Club Deportivo de La Coruña des del 28 de maig de 2019.

## Trajectòria futbolística

### Com a futbolista
Va començar a les categories inferiors del Deportivo de la Corunya amb 13 anys com a defensa. Va jugar amb els equips infantil i juvenil abans de donar el salt al Fabril, on va jugar entre 1979 i 1983, jugant 124 partits i marcant 4 gols. Va debutar la temporada 1981-82 amb el Deportivo de la Corunya a Segona Divisió, al partit de la 32a jornada, amb derrota contra el Burgos per 1-0. Va ser el seu únic partit amb el primer equip.
Entre 1983 i 1985 va jugar cedit al Calvo Sotelo CF de Puertollano, on va jugar 21 partits. Aquell any l'equip manxec va baixar a Segona Divisió B. Posteriorment va jugar al Linares CF (1985-1986), abans de fitxar pel Bergantiños. En els últims anys va col·laborar activament amb l'Associació de Veterans del Deportivo, de la que és vicepresident.

### Com a dirigent
El 2 d'octubre de 2013 va presentar la seva candidatura a dirigir el Deportivo de la Corunya. Finalment, el candidat més votat pels accionistes, que va ser nomenat president del club, va ser Tino Fernández.
Després d'una mala ratxa de resultats, el 22 d'abril de 2019 Tino Fernández va anunciar la seva dimissió i la convocatòria d'eleccions. Paco Zas va tornar a presentar-se a l'elecció i el 28 de maig de 2019 es va convertir en el 43è president del Deportivo de la Corunya.